# Кемадеро
Кемадеро (исп. Quemadero) — средневековое религиозное сооружение для сожжения еретиков в испанском городе Севилья. Построено в 1481 году. В углах внутреннего помещения находились статуи библейских пророков. Здание было разрушено в 1809 году, а материал пошёл на постройку фортификационных сооружений после вторжения французов в Андалусию.